# 突撃!第二やまぶき寮
『突撃!第二やまぶき寮』（とつげき!だいにやまぶきりょう）は、岩崎つばさによる4コマ漫画作品。月刊4コマ漫画雑誌「まんがタウンオリジナル」にて連載開始、後に「まんがタウン」に移籍。

## 概要
まんがタウンオリジナル2005年9月号にて読み切りゲストとして掲載、翌月号より連載を開始し、同誌が2006年9月号をもって休刊になると、姉妹誌まんがタウンに移動し2006年10月号より2008年12月号まで連載されたストーリータイプの4コマギャグ漫画。菓子メーカー「やまぶき製菓」の女子独身寮「第二やまぶき寮」を舞台に、祖母から寮母職を引き継いだ管理人・若竹 青と、クセの強い寮生たちの姿を描く。
掲載月に沿った季節エピソードが描かれることもあるが、主人公が加齢しないため、青は18歳のまま既に何度かクリスマスや春を迎えている。
回数表記は「まんがタウン」誌上ではなく、単行本にて「x日目」と記載、単行本ではゲスト掲載時を「1日目」（「2日目」から連載開始）としており、本項でもそれに従っている。

## あらすじ
突如再婚して海外旅行へ旅立った空おばあちゃんに代わり、第二やまぶき寮の管理人となった若竹 青は、ピチピチの18歳。まだまだ幼い容貌で午後10時以降起きていられない体質を持つ彼女は、一クセも二クセもある寮生の健康や生活を守るため、今日も寮の管理に奮闘する。

## 登場人物
若竹 青（わかたけ あお）
この物語の主人公で、舞台となる「第二やまぶき寮」の管理人。18歳。寮生からは「青ちゃん」と呼ばれている。
両親は海外赴任の多い仕事のため、15歳の頃に当時寮母をしていた祖母・空の許へ預けられたが、再婚し新婚旅行へ旅立つことになった彼女に、管理人を引き継がされた。第二やまぶき寮と寮生たちに強い愛着を持ち、彼女らが健康でより良い生活を営めるよう日々心をくだき、努力している。料理をはじめ寮における家事全般を巧みにこなすが、警察官に中学生と間違われたことがあるほど小柄で童顔であり、また紫子によるとAカップである胸が薄いことを気にしている。酔うと寮内の誰にでも「好き!」といって抱きつく「好き魔」になる。午後10時を過ぎるとパッタリと寝てしまう癖があるが、ごく最近（24日目）になってある悩み事をキッカケに夜半近くまで起きていたこともある。女子高出身のため男性に接した経験が無く、当初は日常生活で対面するだけでも赤面するほどだったが、副管理人として赴任してきた統治に対してはその経緯から最初こそ警戒しまた恐れていたものの、仕事を共にするうちに慣れ、彼に対してもまた寮生ら同様に想う気持ちが芽生えている模様。
山代 紫子（やましろ ゆかりこ）
第二やまぶき寮の寮生で、やまぶき製菓総務OL。当初は茜と同室であったが、彼女のアレルギーの問題から、現在は3号室に単独で入居している。紫色のソバージュヘアーが特徴の、自由奔放な姉御肌の女性。
抜群のスタイルを持ち、「〜するとスタイルが良くなる」といった意味合いのことを言っては青や寮生たちに乾布摩擦や奇妙なことをさせようとする。ところ構わず喫煙したり、季節を問わず半裸かそれに近い薄着をしては、しょっちゅう青に叱られている。青に対しては寮生の中でもとりわけ肉親に近い感情を持っている様で、いつも彼女をからかったり困らせたりする悩みの種である一方、彼女が困っていると適当な理由をつけて会社を休んで気遣いを見せる一面もある。統治が登場してからは、男性が苦手な青に彼をけしかけて彼女の反応を面白がったり、そのくせ統治と青が一緒に仕事をしている姿にヤキモチを焼いたりしていたが、彼に関して青が悩んだ折にはその解決に大いに貢献する行動力も見せる。
三条 茜（さんじょう あかね）
第二やまぶき寮の寮生で、やまぶき製菓経理OL。当初は紫子と同室であったが、喫煙する彼女との間で問題が起きたため、現在は5号室に単独入居している。緑色オールバックの髪型にカチューシャをしている。
紫子に対するツッコミ的な役割で、彼女とはいろいろな意味で良いコンビ。料理をさせると、包丁を持った利き手の指を何故か怪我する特技!?を持つ。ひどいアレルギー体質で、社内では領収書や伝票を容易に通さない厳しい経理方針だが、春先にはひどい花粉症に悩まされる影響で非常に人当たりが良くなり、その期間の彼女は普段と違って儚げに見えるせいもあって男性の気を惹く“年に一回のモテ期”となるが、本人はそれに気づいていない。
こがね
第二やまぶき寮で飼われている番犬。丸い頭に垂れた耳、つぶらな瞳と小さい鼻・口で劇中では「テキトーな顔」との表現される、白い小型犬。
普段は寮の庭に置かれた犬小屋に住んでおり、寮を不当に覗こうとする男性などを実力行使で撃退する。他の登場人物には通じないが概ねふきだしの無い手書き文字で度々思いを語り、それによると勇敢で優しい面もある性格。
山吹 統治（やまぶき とうじ）
菓子メーカー「やまぶき製菓」の社長子息で、寮生からは「坊ちゃん」（ぼっちゃん）と呼ばれている。24歳で、「10日目」に初登場。
当初やまぶき製菓社内業務に就いており自らを“ぼんぼん”と呼ぶ同僚を見返すべく第二やまぶき寮を取り壊して跡地を利用しようと企画。青と寮生らに一方的な「やまぶき寮閉鎖」を通告したものの、実際には寮は会社と契約しているだけの個人資産であることが紫子によって明らかにされ計画は頓挫した。この件で実父でもある社長より叱責を受け、「12日目」に第二やまぶき寮副管理人として赴任した。
赴任した当初はその事件や青の男性恐怖も手伝って冷たく扱われ、こがねの犬小屋の隣にテントを立てて暮らしていたが、台風の夜に寮を守ろうとしたことで青の信頼を得始め、警察に不審者と間違われて連行された際に社長の懇請もあって寮内の管理人事務室を居室としてあてがわれている。ただし、女子寮のため午後10時以降は室内に監禁される。寮へ来たときは傲慢な態度だったが、青の作ったおにぎりに感動し、またそれまで彼女が一人でこなしていた寮管理の仕事の大変さを知り、青に一目おくようになる。一方で偉そうな物言いに反した真面目で丁寧な仕事ぶりにより、その頃から青や寮生たちとも打ち解けていった。また、青が自社製菓子を喜ぶ姿を見て、それまで誇りを持てなかった菓子屋の跡取りとしての立場を再認識した。副管理人を命ぜられた理由を彼は社会勉強のためと思っていたが、「20日目」に会長（実祖父）から青と恋愛関係を築かせ結婚させることが目的であると明かされると混乱し狼狽したものの、紫子に諭され青に真実を告白した。
藤枝 静（ふじえだ しずか?）名の正確な読みは不明。
第二やまぶき寮の寮生で、やまぶき製菓秘書課OL。9号室に単独で入居。青い髪を首元で縛った髪型で眼鏡をかけているのが特徴。
社内での姿は特に描かれないが、メイド服やサンタ服、ハワイにおけるフラダンス衣装の様な服を購入しては、青にコスプレさせるのを至上の楽しみとしている。その際には必ず“起きている青に頼み込み、恥じらいながら着てもらう”というこだわりがあるらしい。
桃山 ゆう子（ももやま ゆうこ）
第二やまぶき寮6号室に和泉と共に入居しているOL。ピンクのパーマヘアーが特徴。
結婚願望が強く、「玉の輿リスト」なる男性一覧を持っている。結婚はしたいものの、青や同僚らの居る寮生活の居心地が離れがたく、悩んだりする。寮では常にジャージを着用している。和泉と共に、あまり目立たないキャラクター。
浅木 梨花（あさぎ りか?）名の正確な読みは不明。
第二やまぶき寮10号室の寮生で、やまぶき製菓開発部OL。黄色いクセのあるショートヘアーが特徴で、寮生の中では最も小柄。
菓子を開発する立場にも関わらず甘いものが嫌いなため、唐辛子とワサビを入れた饅頭など奇妙な菓子ばかりを考案するため、そのほとんどが採用されないことを嘆いている。また、寮の献立を盗み見て残業の可否を決めるといった一面も持つ。
緑川 和泉（みどりかわ いずみ?）姓名とも正確な読みは不明。
第二やまぶき寮6号室にゆう子と共に入居しているOL。茶色のロングヘアーが特徴。
単行本のキャラクター紹介によれば「普通のOL」。実家が農家らしく、「4日目」の高級メロンなど、寮に農作物を提供している。彼女は名前の判明している寮生としては最も目立たず、「まんがタウン」掲載時の柱におけるキャラクター紹介にも登場しない。
空・ウォーカー（そら‐）
旧姓は若竹で、青の実祖母。65歳。第二やまぶき寮の前寮母であり、不動産登記上の所有者。
寮は亡夫が建てたもので長らくその寮母を務めていたが、26歳の外国人ジョニー・ウォーカーと出逢い再婚、女子寮に男性と共に暮らすことは出来ないため寮を青に任せ、世界一周の新婚旅行に出かけた。「14日目」時点で既に世界3周目に入っていたが、ついでに地球を7周半することにし、現在も旅行中。青から自由に連絡を取ることは出来ず、手紙やメールが時折届くのみである。
山吹 一味（やまぶき かずみ?）名の正確な読みは不明。
やまぶき製菓会長にして、統治の祖父。社長時代、会社が危機に瀕している頃に若竹 空と出逢い、彼女にご馳走された肉じゃがをヒントに作った菓子が大ヒットして窮地を脱したのをはじめ、その後も度々会社を救われたことから空に惚れ込み、彼女に土下座までして第二やまぶき寮との契約を結んだ。彼自身及び息子・一治（現社長にして統治の実父）2代に渡って空に求婚したが果たせず、統治と青、孫同士を結婚させて縁を結ぼうと考えている。彼の妻・うめも会社を救った空の強運を認めており、青を座敷童子とすべく、統治との結婚計画に同意している。
「やまぶき製菓」の主力製品は、俗に「切り餅」と呼ばれる形の表面に“千両”の焼印を入れた「千両まんじゅう」と、同様に小判の形をした「小判せんべい」など。また、「1日目」ではやまぶき製菓が時代劇を提供していることも明らかにされている。
無名の寮生たちとやまぶき寮について
第二やまぶき寮の寮生として名前や顔がハッキリと描かれるのは、上述した紫子、茜、静、ゆう子、梨花、和泉の6名だけであるが、特に初期において、その他にも大勢の無名の寮生が描かれている。単行本第1巻巻末によれば第二やまぶき寮は全9室で定員17名との設定なので、他にも寮生が居る可能性もある。なお、第二やまぶき寮は二階建てで、主に寮生の居室は二階にあり、一階は浴室や食堂、娯楽室といった生活設備と青の居室、玄関脇に管理人事務室（現在は統治の居室）などがある。単行本第1巻表紙（カバー裏）によると、特に「第一やまぶき寮」なる施設の設定は存在しない模様である。

## 書誌情報
- まんがタウンオリジナル 2005年9月号 - 2006年9月号（休刊により連載終了）
- まんがタウン 2006年10月号 - 2008年12月号

### 単行本
双葉社「アクション・コミックス」として刊行されている。
1. （2007年7月12日発売、2007年8月12日初版発行）ISBN 978-4-575-94108-1
2. （2009年5月12日初版発行・発売）ISBN 978-4-575-94222-4